# Dulce María
Dulce María Espinoza Saviñón (Mexikóváros, 1985. december 6. –) mexikói énekesnő, színésznő. Az RBD együttes tagja.

## Élete és pályafutása
1985. december 6-án született Mexikóvárosban. Első szerepét 1994-ben kapta, az El vuelo del águila című telenovellában. 2002-ben a Clase 406-ban Marcela Mejia szerepét játszotta. 2004-ben a Rebelde című sorozatban játszott. 2009-ben főszerepet kapott a Verano de amorban.

## Filmográfia

### Telenovella
| Év        | Cím                                           | Szerep                             |
| --------- | --------------------------------------------- | ---------------------------------- |
| 1994      | El vuelo del águila                           | Delfina Ortega de Díaz             |
| 1995      | Retrato de familia                            | Elvira Preciado                    |
| 1997      | Infierno en el Paraíso                        | Dariana Valdivia                   |
| 1998      | Huracán                                       | Rosio Medina                       |
| 1999      | Nunca te olvidaré (Esperanza)                 | Silvia Requena Ortiz (fiatal)      |
| 1999      | Sueños de juventud                            | Mary Cejitas                       |
| 2000      | Első szerelem (Promer amor... a mil por hora) | Brittany                           |
| 2001      | Locura de amor (Barátok és szerelmek)         | Ximena                             |
| 2002–2003 | Clase 406                                     | Marcela Mejia                      |
| 2004–2006 | Rebelde                                       | Roberta Alejandra María Pardo Rey  |
| 2009      | Verano de amor                                | Miranda Perea Olmos                |
| 2012      | Miss XV                                       | Önmaga                             |
| 2012      | Rebelde                                       | Önmaga                             |
| 2013      | Mentir para vivir                             | Joaquina 'Jackie' Barragán Toscano |
| 2016      | Corazón que miente                            | Renata Ferrer                      |

### Film
| Év   | Cím                         | Szerep        |
| ---- | --------------------------- | ------------- |
| 1997 | Desilusiones                | Desilusionada |
| 1997 | Juguito de Ciruela          | Julieta Luna  |
| 1999 | Inesperado amor             | Lorena        |
| 2000 | Bienvenida al Clan          | Aleshaí       |
| 2007 | El Agente 00-P2             | Molly Cocatú  |
| 2011 | ¿Alguien ha visto a Lupita? | Lupita        |
| 2013 | Quiero ser fiel             | Carla Martín  |

### Sorozat
| Év        | Cím                | Szerep | Megjegyzés                     |
| --------- | ------------------ | ------ | ------------------------------ |
| 1993–1995 | Plaza Sésamo       | Önmaga |                                |
| 2007      | RBD: La familia    | Dul    | 13 epizód                      |
| 2010      | Mujeres asesinas 3 | Eliana | 3. évad, Epizód: Eliana Cuñada |

## Diszkográfia
- 2009: Verano
- 2009: Déjame Ser
- 2010: Inevitable
- 2010: Amor Prohibido
- 2011: Extranjera
- 2012: Es Un Drama